# Monster Jam
Monster Jam era un programma televisivo statunitense andato in onda in Italia dal 18 giugno al 24 dicembre 2005 con il commento di Giacomo "Ciccio" Valenti e Christian Recalcati.
Il programma era incentrato sugli omonimi eventi motoristici incentrati sulle diverse gare di monster truck.

## Veicoli
- Avenger
- Blacksmith
- Blue Thunder
- Bounty Hunter
- Brutus
- Bulldozer
- Captain's Curse
- Destroyer
- Devastator
- El Toro Loco
- Grave Digger
- Iron Outlaw
- King Krunch
- Little Tiger
- Madusa
- Maximum Destruction
- Monster Mutt
- Predator
- Regin' Steel
- Scarlet Bandit
- Superman

## Eventi
Gli eventi di Monster Jam si svolgono durante tutto l'anno tra Stati Uniti e Canada.